# Estação de Gunton
A Estação de Gunton é a estação ferroviária que serve a Vila de Thorpe Market, no condado de Norfolk, Inglaterra.
| operavam       | Localização | trens                                       | Freqüência  |
| -------------- | --- | ------------------------------------------- | ----------- |
| Greater Anglia | Norwich - Salhouse - Hoveton e Wroxham - Worstead - North Walsham - Gunton - Roughton Road - Cromer - West Runton - Sheringham | Class 153, Class 156, Class 170 (raramente) | 1x por hora |